# Wellhöfer Verlag
Der Wellhöfer Verlag mit Sitz in Mannheim-Feudenheim wurde von Ulrich Wellhöfer im Jahr 2006 gegründet.

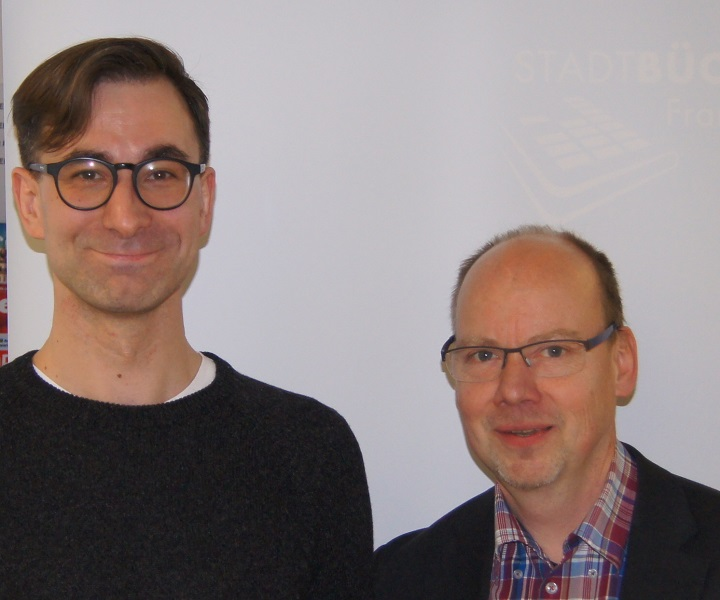
Verleger Ulrich Wellhöfer (rechts) mit dem Autor Tijan Sila (2018)

Schwerpunkt des Verlags ist die regionale Literatur der Metropolregion Rhein-Neckar. Das Programm umfasst historische und Kriminalromane, Biographien, Sachbücher, Lyrik, Kinder- und Jugendbücher. Im Verlag erscheinen pro Jahr 20 bis 25 Neuerscheinungen.  Überregionale Belletristik wie auch die „Edition Absender“ (Literarische Briefwechsel) in Zusammenarbeit mit Michail Krausnick sind ebenfalls Bestandteile des Programms.
Im Mai 2013 wurde gemeinsam mit dem Andiamo Verlag die „Edition Andiamo im Wellhöfer Verlag“  begründet. Erstveröffentlichung war der Roman „Ja“ des in Bulgarien bekannten Schriftstellers Nikolaj Tabakov in der Übersetzung von Rumjana Zacharieva.
Nach eigener Aussage habe sich der Wellhöfer Verlag „zum Ziel gesetzt, wichtige gesellschaftliche und historische Themen aufzugreifen und neue Eindrücke und Ausblicke durch ungewöhnliche Einblicke zu ermöglichen.“
Im Mai 2018 erfolgte die Gründung eines Kulturhauses im elsässischen Wissembourg.
Zu den Autoren des Verlags zählen unter anderen Ernest W. Michel, Helen Marvill-Steiner, Friedrich Alexan, Hanns Glückstein, Lina Sommer, Hubert Bär, Bettina von Cossel, Toni Feller, Michail Krausnick, Gudrun Wilhelms, Walter Landin, Claus Probst, Helmut Orpel, Karl Heinz Mehler, Ralf Kurz, Nora Noé, Andreas Artur Reichelt.